# Kelly Cassidy
Pour les articles homonymes, voir Cassidy.
Kelly Cassidy (née en 1967/1968) est une femme politique américaine de Chicago. Elle est une membre démocrate de la Chambre des représentants de l'Illinois. Elle est nommée pour représenter le 14e district, dans le North Side de Chicago, en avril 2011, après l'élection du titulaire Harry Osterman au conseil municipal de Chicago. Elle prend ses fonctions le 16 mai 2011. Kelly Cassidy est notamment la principale promotrice du projet de loi 1438 de la Chambre des représentants, faisant de l'Illinois le premier État à légaliser l'usage du cannabis par les adultes par le biais d'une législature plutôt que par un vote.

## Jeunesse et carrière
Cassidy est allée au lycée Manatee à Bradenton, en Floride. De 1991 à 1993, elle travaille comme directrice législative de la section de Chicago de l'Organisation nationale pour les femmes. De 1993 à 1997, elle travaille pour le président du Sénat de l'État, John Cullerton, dirigeant son bureau de district. En 1997, Cassidy rejoint le bureau du procureur de l'État du comté de Cook, initialement en tant qu'agent de liaison législative. En 2001, elle devient directrice des programmes et du développement du bureau du procureur de l'État, poste qu'elle occupe jusqu'à sa nomination à la législature en 2011. Cassidy est déléguée à la Convention nationale démocrate de 2012.

## Représentante de l'État de l'Illinois (2011-présent)
Après l'élection du représentant de l'État Harry Osterman comme conseiller municipal du 48e quartier en février 2011, Cassidy est l'une des 23 candidats à briguer sa succession à la Chambre des représentants de l'État. Le 14e district, qu'Osterman quitte et que Cassidy représente désormais, comprend les quartiers d'Edgewater, d'Andersonville et de Rogers Park. Conformément à la loi de l'Illinois, le poste vacant est pourvu par des membres du comité démocrates des quartiers constituant le district, leurs votes étant pondérés pour refléter la part du district revenant à chaque quartier. Étant donné que plus de la moitié des électeurs du 14e district vivent dans le 48e quartier de Chicago, la membre du comité de ce quartier — l’ancienne sénatrice d’État Carol Ronen — exprime plus de la moitié des votes. Le 17 avril, les membres du comité choisissent à l’unanimité Cassidy pour occuper le poste vacant.
Lors des primaires démocrates de 2012, Cassidy est défiée par Paula Basta, une lesbienne et militante de longue date du North Side. Le 20 mars 2012, Cassidy remporte la primaire démocrate avec 6 040 voix (62,4 % des voix) contre 3 636 voix pour Basta (37,6 %).
En 2018, J. B. Pritzker nomme Cassidy au Comité de la justice réparatrice et des communautés sûres de la transition du gouverneur. En 2019, Cassidy défend la loi sur la santé reproductive, qui abroge de nombreuses restrictions à l’avortement.

## Vie privée
Cassidy est ouvertement lesbienne,. Son épouse est Candace Gingrich (en), qui travaille comme lobbyiste pour une société de cannabis basée dans l'Illinois suite au travail de Cassidy pour légaliser le cannabis.

## Distinctions
En 2014, Cassidy est intronisée au Temple de la renommée gay et lesbienne de Chicago.
En 2019, Cassidy est sélectionnée par le Parti démocrate du 49e quartier pour occuper le poste de membre du comité du parti du 49e quartier. Le poste est devenu vacant après la démission du titulaire Joe Moore, suite à sa défaite aux élections pour le poste d'échevin du 49e quartier face à Maria Hadden. Moore et Hadden soutiennent tous deux la sélection de Cassidy comme membre du comité,.
En février 2021, la sénatrice d'État Heather Steans, réélue deux mois plus tôt pour représenter un district couvrant Rogers Park, Edgewater et Andersonville, démissionne, décidant soudainement qu'il est temps de trouver de nouveaux visages et une nouvelle énergie. Dans ce cas, un remplaçant est désigné par les membres du comité du district : il s'agit d'un poste non rémunéré au niveau du comté, élu lors des primaires présidentielles ou des élections au poste de gouverneur. Bien qu'il soit la favorite présumée et soutenue par le sénateur sortant de l'État, Cassidy perd le vote des membres du comité au profit de l'ancien directeur politique de Rahm Emanuel, Mike Simmons. Des groupes communautaires protestent contre ce qui est perçu comme une tentative du représentant de l'État Cassidy et du sénateur Steans de contourner le processus électoral normal, comme cela a été fait à plusieurs reprises auparavant dans ce district,.